# Saison 2023-2024 du Racing 92
Cette page présente la saison 2023-2024 du Racing 92 en Top 14 et en Champions Cup.
Demi-finaliste de la saison 2022-2023 du Top 14, le Racing 92 aborde la saison 2023-2024 en ayant connu plusieurs changement d'importance, tant dans son effectif, avec l'arrivée de nouveaux joueurs d'envergure, que dans le staff, avec l'arrivée de Stuart Lancaster ou de Frédéric Michalak comme entraîneurs, Laurent Travers, coach depuis 9 ans devenant président du club, le propriétaire et ancien directeur Jacky Lorenzetti désirant prendre plus de recul.

## Entraîneurs
- Stuart Lancaster : manager général
- Frédéric Michalak : entraîneur de l'attaque
- Dimitri Szarzewski : entraîneur de la défense
- Joe Rokocoko : entraîneur de la technique individuelle (skills)

## Transferts et prolongations
En plus des mutations dans le staff, plusieurs changements interviennent dans le vestiaire ciel et blanc. Ainsi, le capitaine des doubles champions du monde sud-africains en 2019 et 2023, Siya Kolisi en provenance de la franchise de Durban des Sharks rejoint les Hauts-de-Seine après la Coupe du monde. Un autre gros transfert est celui du centre ou ailier fidjien Josua Tuisova, en provenance de Lyon, qui a été un des meilleurs joueurs de la saison précédente, et dont la venue a donné lieu a des soubresauts mais a finalement été officialisé. Le Racing signe également la pépite de ProD2, le pilier Thomas Laclayat, auteur d'une grosse saison avec le champion oyonnaxiens, fait venir également deux nouveaux demi-de-mêlée, James Hall et Clovis Le Bail, pour épauler Nolann Le Garrec après le départ de Teddy Iribaren. Le Racing enregistre également le retour de prêt de la pépite Jordan Joseph, prêté deux ans à la Section paloise et l'arrivée de l'ailier montois Wame Naituvi ainsi que du deuxième ligne gallois Will Rowlands, comblant le départ notamment d'Anton Bresler pour Vannes ou de Louis Dupichot. À ces départs s'ajoutent ceux de Finn Russell, l'international écossais rejoignant Bath, ou encore de Asaeli Tuivuaka pour Brive et celui de Warrick Gelant, le premier n'ayant que très peu joué cette saison (2 matches). À la suite de la suspension des London Irish en Premiership, le Racing parvient à en faire venir le jeune et prometteur arrière ou ailier Henry Arundell, qui n'arriva cependant qu'après la Coupe du monde 2023, ayant participé à la compétition avec la sélection anglaise. 

En raison de la blessure longue durée de Josua Tuisova contracté pendant la Coupe du monde, le Racing prolonge Francis Saili, encore présent en tant que Joker Coupe du monde afin de pallier le manque au poste de centre.  

## Effectif

### Effectif professionnel
L'effectif du Racing 92 présente certains poste bien pourvu, notamment en termes de quantité, mais a montré quelques défaillances à certains autres, révélés au cours de la saison. Ainsi, du fait des blessures récurrentes de Camille Chat et d'un moindre mesure de Janick Tarrit et Peniami Narisia, Eddy Ben Arous, habituel pilier, a ainsi enfilé 12 fois la tunique de talonneur remplaçant, sur les 21 matches qu'il a dû disputer. 
De même au poste de demi de mêlée durant le Tournoi des Six Nations, où le Racing ne pouvait compter sur Nolann Le Garrec, en sélection, et James Hall, blessé jusqu'à la fin de la saison. Ce fût alors l'arrière Max Spring, qui remplaça un match à ce poste, puis débuta deux matchs avec la tunique du numéro 9, sans aucun remplaçant à ce poste, Clovis Le Bail étant également indisponible. Une autre fois, l'absence de spécialiste sur le banc poussa l'ailier Juan Imhoff à suppléer à ce poste.
| Nom                 | Poste            | Naissance         | Nationalité sportive | International | Dernier club                    | Arrivée au club (année) |
| ------------------- | ---------------- | ----------------- | -------------------- | ------------- | ------------------------------- | ----------------------- |
| Eddy Ben Arous      | Pilier           | 25 août 1990      | France               | 20 (0)        | Formé au club                   | 2010                    |
| Guram Gogichashvili | Pilier           | 4 septembre 1998  | Géorgie              | 41 (10)       | RC Locomotive                   | 2018                    |
| Cedate Gomes Sa     | Pilier           | 7 août 1993       | France               | 10 (5)        | Formé au club                   | 2014                    |
| WillGriff John      | Pilier           | 4 décembre 1992   | Pays de Galles       | 2 (0)         | Scarlets                        | 2023                    |
| Gia Kharaishvili    | Pilier           | 13 février 1999   | Géorgie              | 6 (0)         | Formé au club                   | 2018                    |
| Hassane Kolingar    | Pilier           | 6 mars 1998       | France               | 3 (0)         | Formé au club                   | 2019                    |
| Thomas Laclayat     | Pilier           | 2 octobre 1997    | France               | 1 (0)         | Oyonnax rugby                   | 2023                    |
| Thomas Moukoro      | Pilier           | 1er janvier 2002  | France               | -             | Formé au club                   | 2023                    |
| Trevor Nyakane      | Pilier           | 4 mai 1989        | Afrique du Sud       | 64 (5)        | Bulls                           | 2021                    |
| Camille Chat        | Talonneur        | 18 décembre 1995  | France               | 33 (10)       | Formé au club                   | 2013                    |
| Peniami Narisia     | Talonneur        | 10 juin 1997      | Fidji                | 1 (0)         | CA Brive                        | 2022                    |
| Janick Tarrit       | Talonneur        | 29 octobre 1998   | France               | -             | USON Nevers                     | 2022                    |
| Will Rowlands       | 2e ligne         | 19 septembre 1991 | Pays de Galles       | 33 (15)       | Dragons RFC                     | 2023                    |
| Bernard Le Roux     | 2e ligne         | 4 juin 1989       | France               | 47 (0)        | Boland Cavaliers                | 2009                    |
| Boris Palu          | 2e ligne         | 4 février 1996    | France               | 2 (0)         | Formé au club                   | 2015                    |
| Veikoso Poloniati   | 2e ligne         | 27 août 1995      | Tonga                | 3 (5)         | Moana Pasifika                  | 2022                    |
| Cameron Woki        | 2e ligne         | 7 novembre 1998   | France               | 30 (10)       | Union Bordeaux Bègles           | 2022                    |
| Baptiste Chouzenoux | 3e ligne aile    | 7 août 1993       | France               | -             | Aviron bayonnais                | 2017                    |
| Ibrahim Diallo      | 3e ligne aile    | 26 janvier 1998   | France               | 2 (0)         | Formé au club                   | 2018                    |
| Anthime Hemery      | 3e ligne aile    | 9 janvier 2001    | France               | -             | Formé au club                   | 2021                    |
| Jordan Joseph       | 3e ligne aile    | 31 juillet 2000   | France               | -             | Formé au club - Section paloise | 2018 - 2023             |
| Kitione Kamikamica  | 3e ligne aile    | 27 avril 1996     | Fidji                | 6 (0)         | CA Brive                        | 2022                    |
| Siya Kolisi         | 3e ligne aile    | 16 juin 1991      | Afrique du Sud       | 87 (55)       | Sharks                          | 2023                    |
| Wenceslas Lauret    | 3e ligne aile    | 28 mars 1989      | France               | 27 (5)        | Biarritz olympique              | 2013                    |
| Fabien Sanconnie    | 3e ligne aile    | 21 février 1995   | France               | 5 (0)         | CA Brive                        | 2018                    |
| James Hall          | Demi de mêlée    | 2 juin 1996       | Afrique du Sud       | -             | Stade français                  | 2017                    |
| Clovis Le Bail      | Demi de mêlée    | 29 novembre 1997  | France               | -             | Section paloise                 | 2023                    |
| Nolann Le Garrec    | Demi de mêlée    | 14 mai 2002       | France               | 5 (10)        | Formé au club                   | 2020                    |
| Antoine Gibert      | Demi d'ouverture | 31 décembre 1997  | France               | -             | Formé au club                   | 2019                    |
| Martin Méliande     | Demi d'ouverture | 20 décembre 2001  | France               | -             | US bressane                     | 2022                    |
| Tristan Tedder      | Demi d'ouverture | 17 avril 1996     | Afrique du Sud       | -             | USA Perpignan                   | 2023                    |
| Henry Chavancy      | Centre           | 22 mai 1988       | France               | 5 (10)        | Formé au club                   | 2007                    |
| Gaël Fickou         | Centre           | 26 mars 1994      | France               | 90 (75)       | Stade français                  | 2021                    |
| Olivier Klemenczak  | Centre           | 1er juin 1996     | France               | -             | US Dax                          | 2018                    |
| Francis Saili       | Centre           | 16 février 1991   | Nouvelle-Zélande     | 2 (0)         | Biarritz olympique              | 2022                    |
| Inia Tabuavou       | Centre           | 31 août 2002      | Fidji                | -             | Formé au club                   | 2022                    |
| Josua Tuisova       | Centre           | 4 février 1994    | Fidji                | 23 (55)       | Lyon OU                         | 2023                    |
| Enzo Benmegal       | Ailier           | 26 mars 2003      | France               | -             | Formé au club                   | 2022                    |
| Vinaya Habosi       | Ailier           | 30 janvier 2000   | Fidji                | 11 (15)       | Fijian Drua                     | 2023                    |
| Juan Imhoff         | Ailier           | 11 mai 1988       | Argentine            | 43 (85)       | Duendes RC                      | 2011                    |
| Wame Naituvi        | Ailier           | 18 mai 1996       | Fidji                | -             | Stade montois                   | 2023                    |
| Donovan Taofifénua  | Ailier           | 30 mars 1999      | France               | -             | ASM Clermont                    | 2020                    |
| Henry Arundell      | Ailier           | 8 novembre 2002   | Angleterre           | 10 (35)       | London Irish                    | 2023                    |
| Christian Wade      | Ailier           | 15 mai 1991       | Angleterre           | 2 (0)         | Sans club                       | 2022                    |
| Max Spring          | Arrière          | 15 mars 2001      | France               | 1 (0)         | Formé au club                   | 2020                    |

### Capitaine
Les principaux capitaines du Racing pour la saison sont les centres Henry Chavancy (15 fois) et Gaël Fickou (11 fois), mais deux autres joueurs  ont également porté le brassard de manière exceptionnelle. Ainsi Francis Saili, lors de la réception du LOU et Siya Kolisi, lors de la réception du MHR, ont mené l'équipe en l'absence de leurs leaders.

## Déroulement de la saison

### Matchs amicaux
| 4 août 2023 19 h 30 | USA Perpignan                                                              | 12 - 17 (0-5) | Racing 92                                                                            | Stade Aimé-Giral, Perpignan 7 201 spectateurs Arbitre : Vivien Praderie |
| 4 août 2023 19 h 30 | Essai(s) : 2 Poulet (72e), Vinas (80e) Transformation(s) : 2 Rodor (80e+1) |               | Essai(s) : 3 Taofifénua (39e), Benmegal (45e,62e) Transformation(s) : 1 Tedder (62e) | Stade Aimé-Giral, Perpignan 7 201 spectateurs Arbitre : Vivien Praderie |
| 4 août 2023 19 h 30 |                                                                            |               |                                                                                      | Stade Aimé-Giral, Perpignan 7 201 spectateurs Arbitre : Vivien Praderie |

| 11 août 2023 19 h 30 | CA Brive | 20 - 7 (10-7) | Racing 92                                         | Biars-sur-Cère |
| 11 août 2023 19 h 30 | Essai(s) : 3 Van der Merwe, Bros, Warren-Vosayaco Transformation(s) : 1 Garden-Bachop Pénalité(s) : 1 Raffy |               | Essai(s) : 1 Naituvi Transformation(s) : 1 Gibert | Biars-sur-Cère |
| 11 août 2023 19 h 30 | |               |                                                   | Biars-sur-Cère |

### Top 14

#### Phase régulière
À l'aube d'une nouvelle ère, dû à la prise de recul de Laurent Travers et de la prise de fonction de Stuart Lancaster, le Racing entame sa saison sur les chapeaux de roue. Sur les cinq premières journées, le Racing l'emporte quatre fois, se défaisant de Bordeaux (23-18), de Perpignan (59-10) et de Lyon (22-20) à domicile, et glanant un succès à Montpellier (16-19). Le Racing s'incline seulement à Pau (19-17), leader surprise au bout de trois journées, et qui réalise également un bon début de saison. Lors de la sixième journée, le Racing subit lourdement en première période face au RCT, mais réussit à inverser la vapeur, n'échouant qu'à 5 points (31-26) en ayant été mené 23-7 à la mi-temps, notamment grâce à un triplé de la recrue Henry Arundell, qui faisait ses débuts avec son nouveau club. Enchaînant un deuxième déplacement, le Racing glane sa deuxième victoire à l'extérieur lors du derby francilien de la 7e journée, consolidant une série de huit victoires à Jean-Bouin qui dure depuis 2018. Au bout de sept journées, le Racing est le solide dauphin de son voisin parisien, possédant le même nombre de points que celui-ci.  
Une semaine après, les franciliens l'emporte à domicile face au Stade rochelais (32-10), glanant même un bonus offensif, ce qui leur permet de prendre la tête du championnat seuls, devançant Pau d'un point au classement. Défait à Clermont lors de la 9e journée, le Racing se maintient toutefois en tête du classement grâce à un point de bonus défensif obtenu à la suite d'un réveil tardif dans le match (23-18). Après une parenthèse européenne morose, où les ciels-et-blancs s'inclinent deux fois en deux matches, les franciliens retrouvent le championnat avec une orgie d'essais face au promu Oyonnax, inscrivant pas moins de 10 essais, dont notamment un triplé de Le Garrec, particulièrement en forme lors de cette partie de la saison, pour une victoire 66 à 10.  

Lors de la 11e journée, les racingmen se déplace chez des bayonnais invaincus dans leur antre depuis septembre 2022 et manquent de peu de renverser cette série, étant coiffé dans les dernières secondes du matches, glanant cependant un bonus défensif (27-23). Une semaine plus tard, les racingmen l'emportent à domicile face aux castrais avec le bonus offensif (34-30), qui s'en sortent avec le bonus défensif malgré la supériorité du Racing grâce aux trop nombreuses fautes qu'il leur a concédé. Lors de la 13e journée, démarrant la période des doublons du Six Nations, les Racingmen connaissent leur première défaite à domicile du Top 14 face au Stade toulousain (20-27). 
La période des doublons vira au désastre pour les racingmen, privés de plusieurs de leurs leaders, appelés en équipe de France, comme sa charnière Le Garrec-Gibert, le centre Fickou, où le 2e ligne Woki, en plus de blessés. Les racingmen enchaînent donc 4 revers consécutifs dont deux à domicile, après la défaite contre le Stade toulousain, contre l'USAP (26-5), Montpellier (20-44), Paris (11-27) et Bordeaux (21-5), ne ramenant aucun points au classement, les faisant chuter de la première à la sixième place. Les Franciliens se reprennent face à Toulon à domicile (20-6), puis parviennent à s'imposer à Castres (21-23) avec le retour de ses internationaux, remportant sa troisième victoire à l'extérieur de la saison. Les racingmen confirment leur remontée en puissance à domicile face à Clermont (26-10) et remontent alors sur le podium, juste avant la pause européenne, où le club est éliminé en huitième par le Stade toulousain (31-7). Lors de la 21e journée, le Racing remporte sa quatrième victoire à l'extérieur, bonus en prime à Oyonnax (13-43), confirmant sa place sur le podium. Le Racing concède ensuite trois défaites, une à Toulouse (32-12) puis une face à Bayonne, dans un match officiellement à domicile mais délocalisé au Stade de l'Abbé-Deschamps, de l'AJ Auxerre, la Paris La Défense Arena étant occupée par les concerts parisiens de la chanteuse Taylor Swift. Dans ce match, les errements défensifs du Racing et un carton rouge reçu par Sanconnie à la 15e permettent à l'Aviron bayonnais de l'emporter 37 à 28. La troisième défaite à lieu à l'extérieur, face à Lyon (20-14), où les racingmen échouent à remporter le match, un essai étant refusé à Josua Tuisova à la toute fin du match. Lors de la deuxième délocalisation à l'Abbé-Deschamps, les racingmen se rattrapent face aux palois, effectuant notamment une bonne première période, mais trop fébriles en deuxième période, il perdent le bonus offensif, glanant tout de même 4 points précieux pour la qualification, toujours pas assurée, et qui se joua lors de la dernière journée à La Rochelle, les ciels-et-blancs devant obligatoirement marquer au moins un point pour ne pas se faire dépasser par les castrais. Cet objectif est atteint à la 78e minute, grâce à un essai de Maxime Baudonne, maintenant donc les siens à la 6e place, synonyme de barrage, qui se disputera sur la pelouse de Bordeaux-Bègles, 3e de la saison régulière.

#### Phase finale

##### Barrage
Qualifié comme depuis 14 ans pour les phases finales du championnat, les racingmen tombent face à des bordelais évoluant à domicile, en ayant eu des difficultés à développer son jeu durant le match et étant trop souvent pénalisés. Un éclair de Tedder permet à Max Spring de sauver l'honneur des Franciliens qui s'inclinent donc douloureusement 31 à 17.
| 16 juin 2024 21 h | Union Bordeaux Bègles | 31 - 17 (21 - 12) | Racing 92                                                                                           | Stade Chaban-Delmas, Bordeaux 28 731 spectateurs Arbitre : Thomas Charabas |
| 16 juin 2024 21 h | Essai(s) : 3 Tambwe (19e), Lamothe (40e), Buros (52e) Transformation(s) : 2 Lucu (40e,52e) Pénalité(s) : 4 Lucu (5e,12e,29e,46e) |                   | Essai(s) : 1 Spring (67e) Pénalité(s) : 4 Tedder (3e,17e,23e,36e) Carton(s) jaune(s) : 1 Woki (39e) | Stade Chaban-Delmas, Bordeaux 28 731 spectateurs Arbitre : Thomas Charabas |
| 16 juin 2024 21 h | |                   | | Stade Chaban-Delmas, Bordeaux 28 731 spectateurs Arbitre : Thomas Charabas |

### Champions Cup

#### Phase de poule
Le Franciliens commencent mal leur campagne de Champions Cup, bien qu'étant bien partis en championnat avec une place de leader. Il s'inclinent ainsi face aux Harlequins (28-31) lors de la première journée, glanant cependant les deux points des bonus offensifs et défensifs, tout en étant resté au contact tout le match. Une semaine plus tard, en Irlande, les racingmen peinent à exister autrement que par quelques éclairs et sont défaits 31 à 15 face à l'Ulster, n'empochant aucun points au classement.
Lors du deuxième bloc de matches européens, les racingmen s'effondrent en fin de match à Bath (29-25), après avoir largement mené (5-22), puis s'imposent finalement à domicile face à une faible province de Cardiff (48-26), s'ouvrant les portes de la qualification malgré une campagne très mitigée où ils ont rarement su concrétiser leurs performances.
| J1 Dimanche 10 décembre 2023 18 h 30 | Racing 92 | 28 - 31 (bo)(bd) (bo) (14-17) | Harlequins | Paris La Défense Arena, Nanterre 9 385 spectateurs Arbitre : Frank Murphy |
| J1 Dimanche 10 décembre 2023 18 h 30 | Essai(s) : 4 Le Garrec (15e,43e), Gibert (40e+3), Diallo (58e) Transformation(s) : 4 Le Garrec (16e,40e+3,43e,58e) |                               | Essai(s) : 4 Smith (22e), Esterhuizen (25e), Dombrandt (61e), Walker (66e) Transformation(s) : 4 Smith (23e,26e,62e,67e) Pénalité(s) : 1 Smith (38e) Carton(s) jaune(s) : 1 Lamb (80e+1) | Paris La Défense Arena, Nanterre 9 385 spectateurs Arbitre : Frank Murphy |
| J1 Dimanche 10 décembre 2023 18 h 30 | |                               | | Paris La Défense Arena, Nanterre 9 385 spectateurs Arbitre : Frank Murphy |

| J2 Samedi 16 décembre 2023 21 h | Ulster | (bo) 31 - 15 (21-5) | Racing 92                                      | Kingspan Stadium, Belfast 12 282 spectateurs Arbitre : Luke Pearce |
| J2 Samedi 16 décembre 2023 21 h | Essai(s) : 4 Timoney (4e,47e), McCloskey (23e), Rea (37e), Transformation(s) : 4 Cooney (5e,24e,38e,48e) Pénalité(s) : 1 Cooney (e) |                     | Essai(s) : 3 Le Garrec (30e), Tarrit (56e,66e) | Kingspan Stadium, Belfast 12 282 spectateurs Arbitre : Luke Pearce |
| J2 Samedi 16 décembre 2023 21 h | |                     |                                                | Kingspan Stadium, Belfast 12 282 spectateurs Arbitre : Luke Pearce |

| Dimanche 14 janvier 2024 14 h | Bath | (bo) 29 - 25 (bd) (8-10) | Racing 92 | Recreation Ground, Bath 14 188 spectateurs Arbitre : Andrea Piardi |
| Dimanche 14 janvier 2024 14 h | Essai(s) : 4 du Toit (35e), Barbeary (60e), Cokanasiga (63e), Muir (72e) Transformation(s) : 3 Spencer (60e,63e,72e) Pénalité(s) : 1 Spencer (13e) Carton(s) jaune(s) : 2 Barbeary (6e,75e) Carton(s) rouge(s) : 1 Barbeary (75e) |                          | Essai(s) : 3 Le Garrec (19e), Kamikamica (43e), Arundell (53e) Transformation(s) : 2 Le Garrec (19e,43e) Pénalité(s) : 2 Le Garrec (8e,68e) Carton(s) jaune(s) : 1 Rowlands (35e) | Recreation Ground, Bath 14 188 spectateurs Arbitre : Andrea Piardi |
| Dimanche 14 janvier 2024 14 h | |                          | | Recreation Ground, Bath 14 188 spectateurs Arbitre : Andrea Piardi |

| J4 Dimanche 20 janvier 2024 16 h 15 | Racing 92 | (bo) 48 - 26 (bd) (20-12) | Cardiff Rugby | Paris La Défense Arena, Nanterre 11 671 spectateurs Arbitre : Christophe Ridley |
| J4 Dimanche 20 janvier 2024 16 h 15 | Essai(s) : 7 Kamikamica (18e), Kolisi (25e), Tabuavou (32e), Tedder (43e), Wade (47e), Baudonne (50e), Tarrit (76e) Transformation(s) : 5 Tedder (18e,43e,47e,50e,76e) Pénalité(s) : 1 Le Garrec (5e) |                           | Essai(s) : 4 Carré (8e), Williams (38e,64e), de Beer (72e) Transformation(s) : 3 de Beer (8e,64e,72e) Carton(s) jaune(s) : 1 Summerhill (75e) | Paris La Défense Arena, Nanterre 11 671 spectateurs Arbitre : Christophe Ridley |
| J4 Dimanche 20 janvier 2024 16 h 15 | |                           | | Paris La Défense Arena, Nanterre 11 671 spectateurs Arbitre : Christophe Ridley |

#### Phase finale

##### Huitième de finale
Dernier qualifié avec 8 points au compteur, les Racing 92 se retrouve à affronter le Stade toulousain à Toulouse, meilleur qualifié de la compétition et premier de la poule 2, où se trouvaient également le Racing. 

Privé de sa charnière Le Garrec-Gibert notamment, le Racing ne parvient pas à rivaliser face aux toulousains, perdant notamment Kolisi et Diallo sur blessure durant le match, où ils s'inclinent 31 à 7, Eddy Ben Arous sauvant l'honneur des franciliens par un essai, Max Spring s'étant vu refuser le sien en première période. 
| 7 avril 2024 16 h | Stade toulousain | 31 - 7 (10-0) | Racing 92                                                       | Stade Ernest-Wallon, Toulouse 18 504 spectateurs Arbitre : Karl Dickson |
| 7 avril 2024 16 h | Essai(s) : 5 Mauvaka (6e), Lebel (34e), Costes (56e), Ahki (69e), Roumat (80e) Transformation(s) : 3 Costes (56e), Ahki (70e,80e+1) |               | Essai(s) : 1 Ben Arous (75e) Transformation(s) : 1 Tedder (76e) | Stade Ernest-Wallon, Toulouse 18 504 spectateurs Arbitre : Karl Dickson |
| 7 avril 2024 16 h | |               |                                                                 | Stade Ernest-Wallon, Toulouse 18 504 spectateurs Arbitre : Karl Dickson |

## Calendrier et résultats

### En Supersevens
| Étape   | Stade                  | Ville            | Date              | Nombre de participants | Vainqueur             | Place du Racing |
| ------- | ---------------------- | ---------------- | ----------------- | ---------------------- | --------------------- | --------------- |
| Étape 1 | Stade Marcel-Michelin  | Clermont-Ferrand | 15 septembre 2023 | 16                     | Union Bordeaux Bègles | 5e              |
| Étape 2 | Stade de Gerland       | Lyon             | 22 septembre 2023 | 16                     | Section paloise       | 3e              |
| Étape 3 | Stade du Hameau        | Pau              | 19 septembre 2023 | 16                     | Section paloise       | 11e             |
| Finale  | Paris La Défense Arena | Nanterre         | 22 octobre 2023   | 8                      | Barbarians français   | 8e              |

## Statistiques

### Affluence à domicile
Pour des raisons techniques, il est temporairement impossible d'afficher le graphique qui aurait dû être présenté ici.

### Points

#### Championnat de France
Tristan Tedder et Nolann Le Garrec sont les buteurs attitrés du Racing 92 au cours de la saison, suppléés rarement par Martin Méliande et Antoine Gibert. Finalement, alors que Le Garrec a longtemps dominé ce classement, ses blessures et sélections en équipes de France permettent à Tedder de finir en tête.
| Rang | Joueur             | Poste            | Points | Essais | Transf. | Pén. | Drops |
| ---- | ------------------ | ---------------- | ------ | ------ | ------- | ---- | ----- |
| 1    | Tristan Tedder     | Demi d'ouverture | 157    | 4      | 22      | 31   | -     |
| 2    | Nolann Le Garrec   | Demi de mêlée    | 112    | 7      | 25      | 9    | -     |
| 3    | Henry Arundell     | Arrière          | 45     | 9      | -       | -    | -     |
| 4    | Wame Naituvi       | Ailier           | 30     | 6      | -       | -    | -     |
| 5    | Thomas Laclayat    | Pilier           | 25     | 5      | -       | -    | -     |
| -    | Jordan Joseph      | 3e ligne centre  | 25     | 5      | -       | -    | -     |
| 7    | Martin Méliande    | Demi d'ouverture | 23     | 1      | 9       | -    | -     |
| 8    | Donovan Taofifénua | Ailier           | 20     | 4      | -       | -    | -     |
| 9    | Maxime Baudonne    | 3e ligne aile    | 20     | 4      | -       | -    | -     |
| 10   | Antoine Gibert     | Demi d'ouverture | 18     | 3      | -       | 1    | -     |

La nouvelle recrue et pépite britannique Henry Arundell a marqué les esprits pour sa première saison en France, inscrivant 9 essais en Top 14, dont un triplé lors de son premier match de la saison. Son dauphin, avec 7 essais, le demi de mêlée Nolann Le Garrec a également inscrit un triplé, face à Oyonnax.
| Rang | Joueur              | Poste            | Essais |
| ---- | ------------------- | ---------------- | ------ |
| 1    | Henry Arundell      | Arrière          | 9      |
| 2    | Nolann Le Garrec    | Demi de mêlée    | 7      |
| 3    | Wame Naituvi        | Ailier           | 6      |
| 4    | Thomas Laclayat     | Pilier           | 5      |
| -    | Jordan Joseph       | 3e ligne centre  | 5      |
| 6    | Donovan Taofifénua  | Ailier           | 4      |
| -    | Maxime Baudonne     | 3e ligne aile    | 4      |
| -    | Tristan Tedder      | Demi d'ouverture | 4      |
| 9    | Antoine Gibert      | Demi d'ouverture | 3      |
| -    | Kitione Kamikamica  | 3e ligne centre  | 3      |
| -    | Camille Chat        | Talonneur        | 3      |
| 12   | Juan Imhoff         | Ailier           | 2      |
| -    | Christian Wade      | Ailier           | 2      |
| -    | Olivier Klemenczak  | Centre           | 2      |
| -    | Baptiste Chouzenoux | 3e ligne aile    | 2      |
| -    | Fabien Sanconnie    | 3e ligne         | 2      |
| -    | Janick Tarrit       | Talonneur        | 2      |
| -    | Gaël Fickou         | Centre           | 2      |
| -    | Josua Tuisova       | Centre           | 2      |
| -    | Max Spring          | Arrière          | 2      |
| 21   | Francis Saili       | Centre           | 1      |
| -    | Martin Méliande     | Demi d'ouverture | 1      |
| -    | Vinaya Habosi       | Ailier           | 1      |
| -    | Cedate Gomes Sa     | Pilier           | 1      |
| -    | Henry Chavancy      | Centre           | 1      |
| -    | Inia Tabuavou       | Centre           | 1      |
| -    | Eddy Ben Arous      | Pilier           | 1      |

#### Champions Cup
En Champions Cup, c'est Nolann Le Garrec, qui domine les statistiques grâce notamment à ses 4 essais dans les 41 points qu'il a inscrit.
| Rang | Joueur             | Poste            | Points | Essais | Transf. | Pén. | Drops |
| ---- | ------------------ | ---------------- | ------ | ------ | ------- | ---- | ----- |
| 1    | Nolann le Garrec   | Demi de mêlée    | 41     | 4      | 6       | 3    | -     |
| 2    | Tristan Tedder     | Demi d'ouverture | 17     | 1      | 6       | -    | -     |
| 3    | Janick Tarrit      | Talonneur        | 15     | 3      | -       | -    | -     |
| 4    | Kitione Kamikamica | 3e ligne centre  | 10     | 2      | -       | -    | -     |

| Rang | Joueur             | Poste            | Essais |
| ---- | ------------------ | ---------------- | ------ |
| 1    | Nolann le Garrec   | Demi de mêlée    | 4      |
| 2    | Janick Tarrit      | Talonneur        | 3      |
| 3    | Kitione Kamikamica | 3e ligne centre  | 2      |
| 4    | Antoine Gibert     | Demi d'ouverture | 1      |
| -    | Henry Arundell     | Arrière          | 1      |
| -    | Ibrahim Diallo     | 3e ligne aile    | 1      |
| -    | Christian Wade     | Ailier           | 1      |
| -    | Siya Kolisi        | 3e ligne aile    | 1      |
| -    | Tristan Tedder     | Arrière          | 1      |
| -    | Inia Tabuavou      | Centre           | 1      |
| -    | Maxime Baudonne    | 3e ligne aile    | 1      |
| -    | Eddy Ben Arous     | Talonneur        | 1      |

#### Total
Toute compétition confondue, Tristan Tedder est le meilleur réalisateur du Racing cette saison, devant Nolann le Garrec.
| Rang | Joueur           | Poste         | Points | Essais | Transf. | Pén. | Drops |
| ---- | ---------------- | ------------- | ------ | ------ | ------- | ---- | ----- |
| 1    | Tristan Tedder   | Arrière       | 174    | 5      | 28      | 31   | -     |
| 2    | Nolann le Garrec | Demi de mêlée | 153    | 11     | 31      | 12   | -     |
| 3    | Henry Arundell   | Arrière       | 50     | 10     | -       | -    | -     |
| 4    | Wame Naituvi     | Ailier        | 30     | 6      | -       | -    | -     |

8 joueurs ont inscrit au moins 5 essais cette saison, le meilleur marqueur toute compétition confondue étant Nolann Le Garrec.
| Rang | Joueur             | Poste           | Essais |
| ---- | ------------------ | --------------- | ------ |
| 1    | Nolann le Garrec   | Demi de mêlée   | 11     |
| 2    | Henry Arundell     | Arrière         | 10     |
| 3    | Wame Naituvi       | Ailier          | 6      |
| 4    | Thomas Laclayat    | Pilier          | 5      |
| -    | Jordan Joseph      | 3e ligne centre | 5      |
| -    | Janick Tarrit      | Talonneur       | 5      |
| -    | Maxime Baudonne    | 3e ligne aile   | 5      |
| -    | Kitione Kamikamica | 3e ligne centre | 5      |
| -    | Tristan Tedder     | Arrière         | 5      |

### Temps de jeu
Le joueur avec le plus de temps de jeu est l'arrière Tristan Tedder, il est également celui qui a disputé le plus de matchs, à égalité avec Maxime Baudonne.
| Rang | Joueur           | Poste            | Total | Top 14 | CC1 | Matchs |
| ---- | ---------------- | ---------------- | ----- | ------ | --- | ------ |
| 1    | Tristan Tedder   | Arrière          | 1561  | 1416   | 145 | 28     |
| 2    | Henry Chavancy   | Centre           | 1530  | 1376   | 154 | 26     |
| 3    | Antoine Gibert   | Demi d'ouverture | 1502  | 1182   | 320 | 23     |
| 4    | Nolann le Garrec | Demi de mêlée    | 1483  | 1194   | 289 | 23     |
| 5    | Max Spring       | Arrière          | 1464  | 1320   | 144 | 24     |
| 6    | Cameron Woki     | 2e ligne         | 1459  | 1205   | 254 | 22     |
| 7    | Gaël Fickou      | Centre           | 1418  | 1120   | 298 | 21     |
| 8    | Siya Kolisi      | 3e ligne aile    | 1294  | 996    | 298 | 18     |
| 9    | Will Rowlands    | 2e ligne         | 1291  | 1061   | 230 | 19     |
| 10   | Jordan Joseph    | 3e ligne centre  | 1240  | 1227   | 13  | 22     |
| 11   | Maxime Baudonne  | 3e ligne aile    | 1234  | 1148   | 86  | 28     |
| 12   | Hassane Kolingar | Pilier           | 1180  | 1021   | 159 | 25     |

## Fin de saison

### Joueurs quittant le club
14 joueurs quittent le club cette saison, dont deux en cours de saison et deux qui prennent leur retraite sportive, Bernard Le Roux et Wenceslas Lauret. Le premier, qui n'avait plus joué depuis septembre 2022 à cause d'une énième commotion cérébrale, n'a fait qu'officialiser une décision déjà acquise pour beaucoup. En plus de ces deux joueurs, une troisième légende du club quitte les Hauts-de-Seine, l'ailier argentin Juan Ihmoff. Ces trois joueurs avaient tous été titulaires lors du dernier titre du Racing de 2016.
| Joueur              | Poste           | Nationalité sportive | Nature    | Destination                             |
| ------------------- | --------------- | -------------------- | --------- | --------------------------------------- |
| Wilgriff John       | Pilier          | Pays de Galles       | Transfert | US Montauban (parti en cours de saison) |
| Trevor Nyakane      | Pilier          | Afrique du Sud       | Transfert | Sharks                                  |
| Cedate Gomes Sa     | Pilier          | France               | Transfert | Lyon OU                                 |
| Peniami Narisia     | Talonneur       | Fidji                | Transfert | Oyonnax rugby                           |
| Veikoso Poloniati   | 2e ligne        | Tonga                | Transfert | Aviron bayonnais                        |
| Bernard Le Roux     | 2e ligne        | France               | Retraite  | -                                       |
| Baptiste Chouzenoux | 3e ligne aile   | France               | Transfert | Aviron bayonnais                        |
| Anthime Hemery      | 3e ligne aile   | France               | Transfert | ASM Clermont (parti en cours de saison) |
| Wenceslas Lauret    | 3e ligne aile   | France               | Retraite  | -                                       |
| Kitione Kamikamica  | 3e ligne centre | Fidji                | Transfert | RC Vannes                               |
| James Hall          | Demi de mêlée   | Afrique du Sud       | Transfert | USA Perpignan                           |
| Francis Saili       | Centre          | Nouvelle-Zélande     | Transfert | -                                       |
| Olivier Klemenczak  | Centre          | France               | Transfert | Section paloise                         |
| Christian Wade      | Ailier          | Angleterre           | Transfert | Gloucester rugby                        |
| Juan Imhoff         | Ailier          | Argentine            | -         | -                                       |

## Sélections internationales
| Joueur              | Poste    | Pays           | Compétitions            | Compétitions      | Compétitions | Compétitions | Compétitions        | Sélections (points) |
| Joueur              | Poste    | Pays           | Rugby Championship 2023 | Championship 2024 | Test match   | Tournoi 2024 | Coupe du monde 2023 | Sélections (points) |
| ------------------- | -------- | -------------- | ----------------------- | ----------------- | ------------ | ------------ | ------------------- | ------------------- |
| Gaël Fickou         | Centre   | France         | Non                     | Non               | Oui          | Oui          | Oui                 | 11 (15)             |
| Cameron Woki        | 2e ligne | France         | Non                     | Non               | Oui          | Oui          | Oui                 | 11 (5)              |
| Will Rowlands       | 2e ligne | Pays de Galles | Non                     | Non               | Oui          | Oui          | Oui                 | 10 (5)              |
| Siya Kolisi         | 3e ligne | Afrique du Sud | Non                     | Non               | Oui          | Non          | Oui                 | 8 (5)               |
| Trevor Nyakane      | Pilier   | Afrique du Sud | Oui                     | Non               | Non          | Non          | Oui                 | 8 (0)               |
| Josua Tuisova       | Centre   | Fidji          | Non                     | Non               | Oui          | Non          | Oui                 | 7 (15)              |
| Vinaya Habosi       | Ailier   | Fidji          | Non                     | Non               | Oui          | Non          | Oui                 | 7 (10)              |
| Nolann Le Garrec    | Pilier   | France         | Non                     | Non               | Non          | Oui          | Non                 | 5 (10)              |
| Guram Gogichashvili | Pilier   | Géorgie        | Non                     | Non               | Oui          | Non          | Oui                 | 5 (0)               |
| Henry Arundell      | Arrière  | Angleterre     | Non                     | Non               | Oui          | Non          | Oui                 | 3 (25)              |
| Kitione Kamikamica  | 3e ligne | Fidji          | Non                     | Non               | Oui          | Non          | Non                 | 2 (0)               |
| Juan Imhoff         | Ailier   | Argentine      | Oui                     | Non               | Non          | Non          | Oui                 | 2 (0)               |
| Thomas Laclayat     | Pilier   | France         | Non                     | Non               | Oui          | Non          | Non                 | 1 (0)               |
| Ibrahim Diallo      | 3e ligne | France         | Non                     | Non               | Oui          | Non          | Non                 | 1 (0)               |